# Pseudamiops diaphanes
Pseudamiops diaphanes är en fiskart som beskrevs av Randall, 1998. Pseudamiops diaphanes ingår i släktet Pseudamiops och familjen Apogonidae. Inga underarter finns listade i Catalogue of Life.